# Oude Kade
De Polder Oude Kade was een polder en waterschap in de gemeente Nissewaard (voorheen Zuidland en Abbenbroek, daarna Bernisse) in de Nederlandse provincie Zuid-Holland.
Het waterschap was verantwoordelijk voor de drooglegging en de waterhuishouding in de polder.

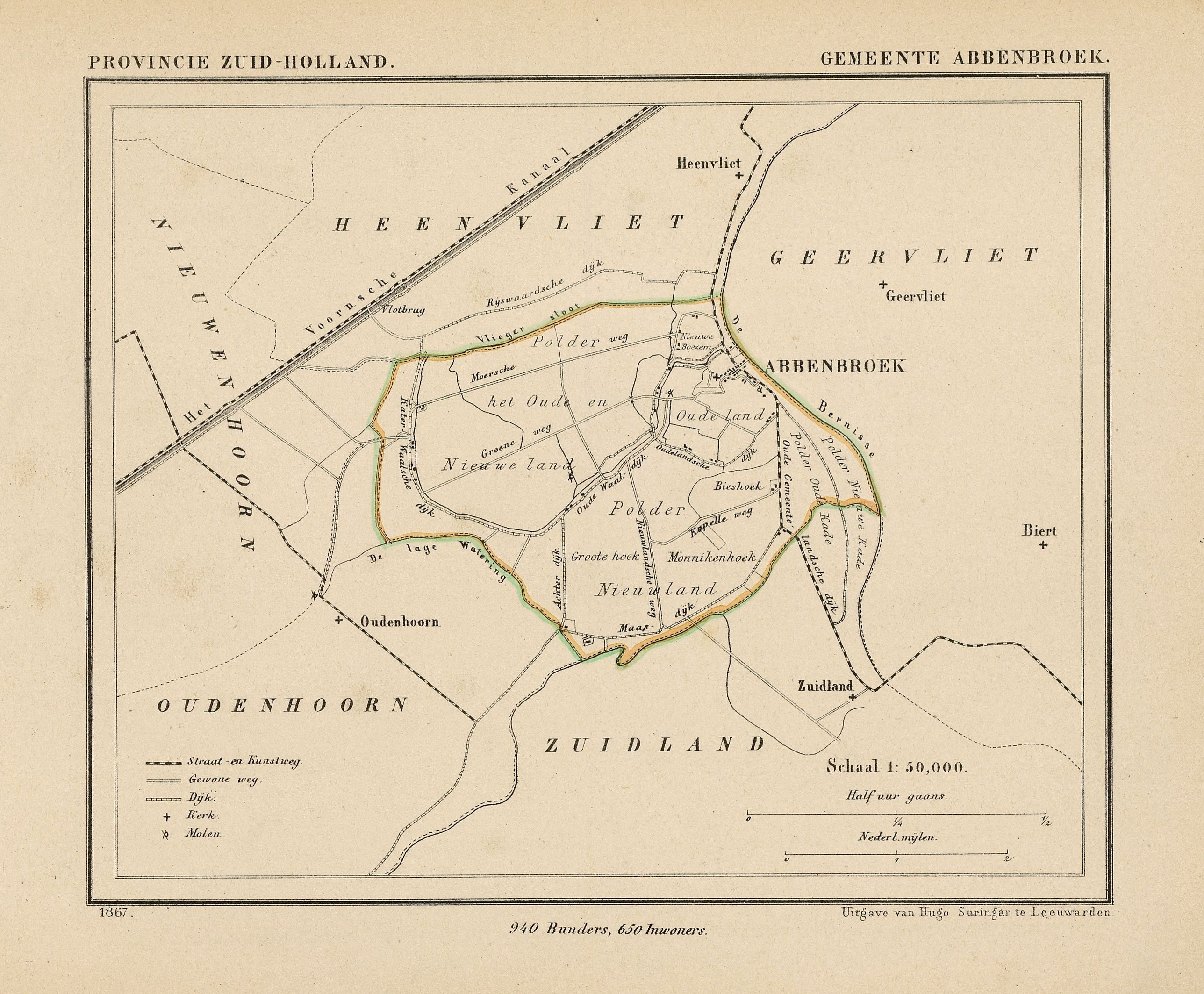
De Polder Oude Kade in de voormalige gemeente Abbenbroek (1867)